# Parapales pallidula
Parapales pallidula là một loài ruồi trong họ Tachinidae.